# أوليفييه ادمون
أوليفييه ادمون (بالفرنسية: Olivier Edmond)‏ هو لاعب غولف فرنسي، ولد في 29 يناير 1970 في باريس في فرنسا.

## وصلات خارجية
- أوليفييه ادمون على موقع رابطة أوروبا للاعبي الغولف المحترفين (الإنجليزية)